# Aeroporto Internacional V. C. Bird
O Aeroporto Internacional V. C. Bird (em inglês: V. C. Bird International Airport) (IATA: ANU, ICAO: TAPA) é um aeroporto internacional localizado na ilha de Antigua em Saint John's, capital de Antigua e Barbuda. O aeroporto foi construído iniciamente como base militar pela Força Aérea dos Estados Unidos em 1941.